# St. Marien (Bad Lippspringe)

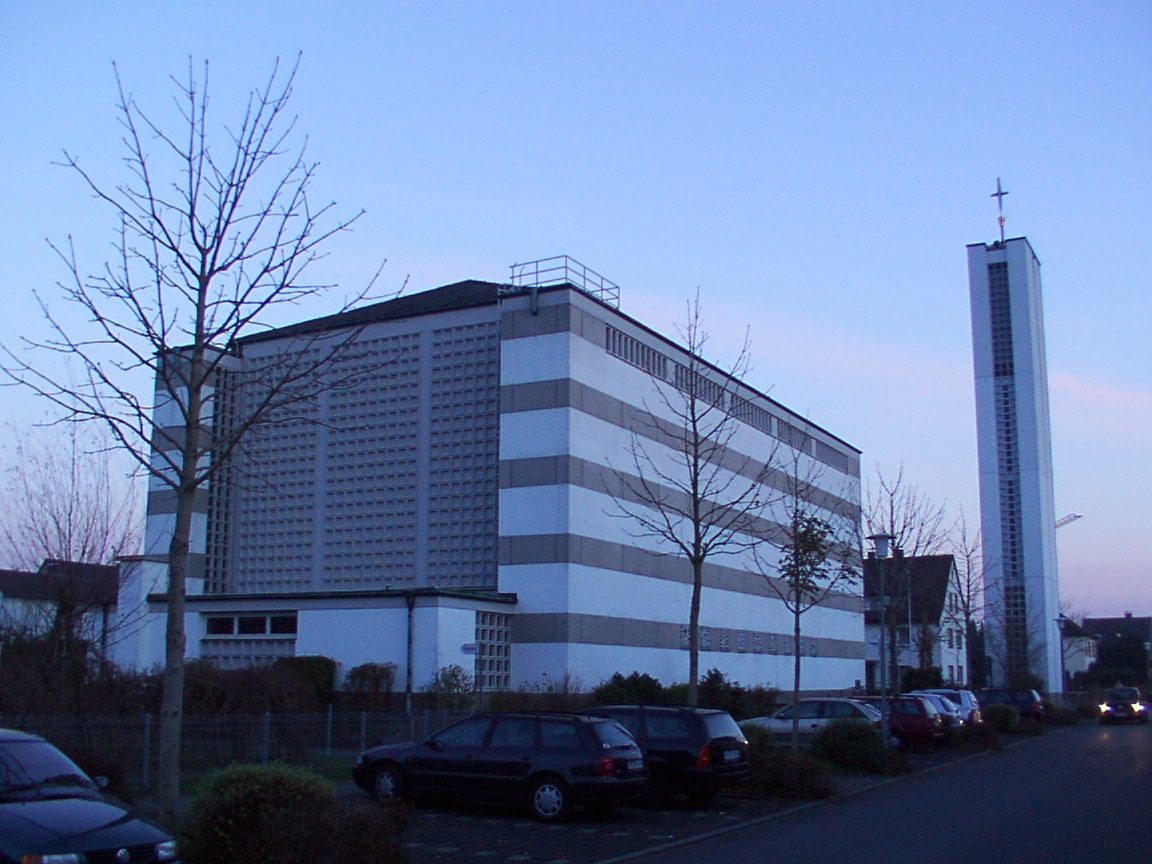
St. Marien in Bad Lippspringe

St. Marien ist eine römisch-katholische Pfarrkirche in Bad Lippspringe im Kreis Paderborn (Nordrhein-Westfalen). Kirche und Gemeinde gehören zum Pastoralen Raum An Egge und Lippe im Dekanat Paderborn des gleichnamigen Erzbistums.

## Geschichte und Architektur
Die Kirche wurde von 1963 bis 1964 nach Entwürfen des Architekten Johannes Reuter sen. in einem Wohngebiet im Westen der Stadt errichtet. Der freistehende Kirchturm wird durch mit Betonwaben gefüllte Öffnungen gegliedert. Das längliche Schiff ist mit einem flachen Walmdach gedeckt. Die Seitenwände sind horizontal in weißen und Grauen Abschnitten verputzt, die Stirnwände bestehen aus Betonwaben, sie sind leicht eingerückt. In dem Vorbau an der vorderen Schmalseite befindet sich ein Portal.
Der große Innenraum wirkt einheitlich, die Altarwand ist fensterlos, die Portalwand ist in Teilen durchlichtet. In der Höhe der Deckenbalken sind in den Seitenwänden schmale Lichtbänder eingelassen. Die Deckenbalken werden durch rechteckige Pfeiler gestützt und ergeben so den Eindruck einer Dreischiffigkeit. Die Holzdecke ist verwinkelt, sie verdeckt die Balken im mittleren Bereich. Die Verglasung der Taufkapelle und die seitlichen Fenster wurden nach Entwürfen von Franz Heilmann angefertigt. Der Innenraum wurde 1995 nach Plänen von Paul Nagel neu ausgemalt.

## Ausstattung
- Die Taufstele steht im Vorbau.
- Die große Marienfigur wurde 1986 von Pater Urban Koch geschaffen.
- 1995 wurden neue Ausstattungsgegenstände von Paul Nagel angefertigt.

## Pfarrer
- 1964–1966: Pfarrvikar Johannes Konrad
- 1966–1979: Pfarrer Johannes Konrad († 1979)
- 1979–1997: Pfarrer Günter Jochymczyk († 2000)
- 1997–2000: Pfarrer Bertold Kraning
- 2000–2011: Pastor Martin Fornahl
- seit 2012: Pfarrer Georg Kersting